# Coelichneumon octoguttatus
Coelichneumon octoguttatus är en stekelart som beskrevs av Tohru Uchida 1925. Coelichneumon octoguttatus ingår i släktet Coelichneumon och familjen brokparasitsteklar. Inga underarter finns listade i Catalogue of Life.